# 동국생명과학
동국생명과학 주식회사는 대한민국의 조영제 사업 기반 진단장비 및 의료AI 기업이다.

## 역사
- 2017년 5월: 동국제약 조영제 사업부문 물적분할로 설립[3]
- 2025년 2월 17일: 코스닥 시장 상장[4]

## 사업장 현황
- 본점: 서울특별시 강남구 테헤란로 108길 7 (대치동, 동국빌딩)
- 부산사무소: 부산광역시 동래구 종합운동장로 60, 3층 (사직동, 거성빌딩)
- 대구사무소: 대구광역시 동구 동부로30길 100-3, 2층 (KT&G 빌딩)
- 대전사무소: 대전광역시 유성구 대학로 28, 2103호 (봉명동, 홍인타워오피스텔)
- 광주사무소: 광주광역시 북구 무등로 120, 2층 (신안동, 해은회관)
- 전주사무소: 전북특별자치도 전주시 완산구 백제대로 268, 3층 (중화산동 2가, 중봉빌딩)
- 원주공장: 강원특별자치도 원주시 태장공단길 54-1 (태장동)
- 수원 연구소: 경기도 수원시 영통구 광교로 147, 1403호 (이의동, 경기바이오센터)
- 안성 연구소: 경기도 안성시 미양면 제2공단1길 92 (계륵리)

## 내용주
1. ↑  NH투자증권을 대표 주관사, KB증권을 공동 주관사로 공모가 9,000원으로 코스닥 시장에 상장